# Герцогство Феррара
Герцогство Феррара — первое независимое и суверенное государство в северной Италии.

## История
В 1264 году Обиццо II д’Эсте был провозглашён пожизненным правителем Феррары. Позже он стал синьором близлежащих Модены (в 1288 году) и Реджо (в 1289 году). В 1452 году правителями д’Эсте были созданы герцогства Модены и Реджо, а в 1471 году и сама Феррара была преобразована в герцогство.
В 1597 году, после того как герцог Альфонсо II д’Эсте умер, не оставив наследников, Феррара перешла под власть Папской области. Кузен Альфонсо II, Чезаре д'Эсте продолжал править герцогством Модены и Реджио; представители этой династии и далее удерживали это герцогство вплоть до 1796 года.

## Синьоры д’Эсте — правители Феррары, Модены и Реджо
- Обиццо II д'Эсте 1264—1293;
- Аццо VIII 1293—1308;
- Алдобрандино II 1308—1326;
- Обиццо III 1317—1352;
- Никколо I 1317—1335;
- Альдобрандино III 1335—1361;
- Никколо II 1361—1388;
- Альберто 1388—1393;
- Никколо III 1393—1441;
- Леонелло 1441—1450.

## Герцоги Феррары, Модены и Реджо из рода д’Эсте
- Борсо 1450—1471 (герцог Моденский и Реджо с 1452, герцог Феррарский с 1471);
- Эрколе I 1471—1505;
- Альфонсо I 1505—1534;
- Эрколе II 1534—1559;
- Альфонсо II 1559—1597.
  - с 1597 года отошло к Папской области